# Marton Kati
Marton Kati, külföldön Kati Marton néven ismert (Budapest, 1949. április 3. –) magyar származású amerikai írónő. Az ABC külföldi hírtudósítója és több könyv írója, a Nemzetközi Női Egészségügyi Koalíció elnöke, 2006-ban kapta meg a Magyar Köztársasági Érdemrend tisztikeresztje kitüntetést és 2009-ben A magyar kultúra követe címet.
„Az én üzenetem az, hogy a menekülésből legyen elég! Csináljunk nagy karriert, de úgy, hogy az embereket nem üldözik ki a saját hazájukból.”

## Munkássága
Publikációi számos amerikai sajtótermékben jelentek meg, műsorai több rádión is hallhatóak voltak. Publikációit megjelentette, műsorait sugározta az ABC News, National Public Radio, The New Yorker, The Times of London, The Washington Post, The Wall Street Journal és a Newsweek. 1980 óta könyveket is publikál.
 Elnökasszonya az International Women's Health Coalition (Nemzetközi Női Egészségügyi Koalíció) elnevezésű nonprofit és politikától független szervezetnek, ami a nők egészségvédelme érdekében világszerte fejti ki tevékenységét. Az újságírókat ért bántalmazások ellen fellépő Committee to Protect Journalists egyik vezetője és több nemzetközi emberi jogi szervezet tagja.

## Családja
Marton Kati katolikusként nevelkedett. Zsidó eredetéről és arról, hogy anyai nagyszülei Auschwitzban haltak meg, csak felnőttként szerzett tudomást, amikor Budapestre utazott, hogy Raoul Wallenbergről, a zsidók életét szisztematikusan mentő svéd diplomatáról készülő könyvéhez gyűjtsön anyagot. Édesanyjának egy régi barátjától tudta meg, hogy Wallenberg túl későn érkezett nagyszüleinek megmentésére.
Édesapja, Marton Endre a sárga csillag nélkül, hamis papírokkal vészelte át a nyilasok üldözését. Az Associated Press tudósítója volt.
Mivel munkája révén rendszeres kapcsolatban volt az amerikai követséggel, az ÁVO 1955-ben bebörtönözte.
Anyja, Marton Ilona (akinek születéskori neve Neuman vagy Neumann volt, amit aztán 19 éves korában Nyilasra magyarosított) szintén újságíró volt.
Mivel férje bezárása után átvette annak munkáját, őt is bebörtönözték, míg végül 1956 nyarán, amerikai nyomásra kiengedték őket a börtönből. A forradalomban mindkét szülő tudósítóként aktívan részt vett.
Ezekért a tudósításokért édesapját a George Polk Awards kitüntetésben részesítették.
Szülei amnesztiával szabadultak, és 1957-ben a család kivándorolt Amerikába. A Maryland állambeli Bethesda városban laktak, ahol Marton 1965-ig járt iskolába.
Időközben elhunyt szülei történetét Marton Kati A nép ellensége című könyvében írta meg.

## Tanulmányai
A középiskola után előbb a párizsi Sorbonne egyetemen, majd Washingtonban folytatott politikai tanulmányokat és nemzetközi kapcsolatokból szerzett diplomát.

## Házasságai
Az első rövid házassága után Peter Jennings televíziós újságíróhoz ment feleségül, akitől két gyermeke született, Elizabeth és Christopher. 1993 augusztusában elváltak, és 1995-ben Richard C. Holbrooke magas rangú amerikai diplomata, magazinszerkesztő, szerző, professzor, Peace Corps-tisztviselő és bankár felesége lett.

## Tisztségek és kitüntetések
Az International Women's Health Coalition (Nemzetközi Női Egészségügyi Koalíció) keretében kifejtett elnöki munkájáért 2006-ban megkapta A Magyar Köztársasági Érdemrend tisztikeresztjét. További tisztségei a Committee to Protect Journalists (újságírókat védő bizottság) és az International Rescue Committee (nemzetközi mentő bizottság).
Számos kitüntetést is kapott, többek közt 2001-ben a National Council of Jewish Women Rebekah Kohut Humanitarian Awardját, 2002-ben Matrix Award for Women Who Change the World (A világot megváltoztató nők) nevű díjat, valamint a George Foster Peabody Awardot.
2008-ban Pro Cultura Hungarica díjban részesült.
Szombati Béla egyesült államokbeli nagykövet vendégséget rendezett 2010. június 10-én a nagykövetség székhelyén Marton Kati új könyvének bemutatására. Ezt a könyvet a 2009-es National Book Critics Award-ra jelölték.
2015-ben a HVG-nek adott interjújában elismerte, Orbán Viktorral megromlott korábbi jó viszonya. Korábban arról is volt szó, hogy esetleg az Egyesült Államok magyarországi nagykövete lesz, de erre nem került sor.

## Könyvei, magyarul
- Wallenberg. New York: Random House (1982). ISBN 0394523601

(magyarul)  Wallenberg (Stockholm, 1912 - Moszkva?, 1947?), ford. Soproni András, Budapest: Corvina (2012). ISBN 978-963-13-6074-5
- The Polk conspiracy: murder and cover-up in the case of CBS News correspondent George Polk. New York: Farrar, Straus & Giroux (1990). ISBN 0-374-13553-3. Témája George Polk CBS News tudósító megölése 1948-ban Szalonikiban és a gyilkosság eltussolása.
- A death in Jerusalem. New York: Pantheon (1994). ISBN 0679420835. Témája Folke Bernadotte svéd diplomata megölése Jeruzsálemben 1948-ban.

(magyarul)  Halál Jeruzsálemben, ford. Soproni András, Corvina (2011). ISBN 978-963-13-5984-8
- Hidden Power: Presidential Marriages That Shaped Our History. Anchor (2001). ISBN 0-385-72188-9

(magyarul)  Titkos hatalom, avagy Amikor az elnök felesége beleszól a történelembe, ford. Bart Dániel, Budapest: Corvina (2009). ISBN 978-963-13-5793-6
- The Great Escape: Nine Jews Who Fled Hitler and Changed the World. New York: Simon & Schuster (2006). ISBN 0-7432-6115-1. Témája Teller Ede (Edward Teller), Kertész Andor (André Kertész), Korda Sándor (Alexander Korda), Neumann János (John von Neumann), Kösztler Artúr (Arthur Koestler), Kertész Mihály (Michael Curtiz), Szilárd Leó (Leo Szilard), Wigner Jenő (Eugen Wigner) és Friedmann Endre (Robert Capa) élete.

(magyarul)  Kilenc magyar, aki világgá ment és megváltoztatta a világot, ford. Bart Dániel, Corvina Kiadó (2008). ISBN 978-963-13-56816
- Enemies of the People. My Family's Journey to America. New York: Simon & Schuster (2009). ISBN 978-1-416-58612-8

(magyarul)  A nép ellenségei: családom regénye. Budapest: Corvina (2010). ISBN 978-963-13-5882-7
- Paris: a love story, a memoir. New York: Simon & Schuster (2012). ISBN 9781451691542

(magyarul)  Párizs: szerelmeim története, ford. Csáki Judit, Budapest: Corvina (2013). ISBN 978-963-13-6123-0
- Volksfeinde. Der Weg meiner Familie nach Amerika; Die Andere Bibliothek, Berlin 2013

- True Believer: Stalin's Last American Spy. Simon & Schuster (2016). ISBN 978-1-476-76376-7

magyarul  A kém. A Rajk-per titkos amerikai koronatanúja, ford. Bart István, Budapest: Corvina (2016). ISBN 978-963-13-6396-8
- The Chancellor: The Remarkable Odyssey of Angela Merkel. New York: Simon & Schuster (2021). ISBN 978-1-501-19262-3

magyarul  Merkel, ford. Barabás András, Budapest: Corvina (2021). ISBN 978-9-631-36772-0